# Saint-Galmier
Saint-Galmier is een gemeente in het Franse departement Loire (regio Auvergne-Rhône-Alpes). De plaats maakt deel uit van het arrondissement Montbrison. Saint-Galmier telde op 1 januari 2022 5.848 inwoners, die baldomérien(ne)s worden genoemd.

## Geschiedenis
Van het midden van de tweede tot het midden van de vierde eeuw werden de plaatselijke bronnen gebruikt door de Romeinen. Bij archeologische opgravingen werden resten van thermen gevonden. De plaats had de status van vicus en is bekend als Vicus Auditiacus.
Al in de twaalfde eeuw was er een kasteel op deze plaats. Het werd een kasteel van de graven van Forez met binnen zijn wallen een eerste parochiekerk. In 1265 verleende graaf Renaud van Forez een charter met vrijheden aan de inwoners van Saint-Galmier. Rond 1280 ontstond een omwalde nederzetting op de helling onder de kasteelmuren voor de groeiende bevolking. De stadsmuur was klaar tegen 1360 en was 1.200 meter lang en zeven meter hoog en had vijf poorten. De stad lag op een kruispunt van handelswegen en op de Coise werden watermolens gebouwd. Er werd ook een brug over de Coise gebouwd, de Pont Gavé. In 1417, met de dood van gravin Anne van Forez, verloor het kasteel zijn functie als residentie van de graven van Forez. Tussen 1420 en 1470 werd een nieuwe, gotische kerk gebouwd op de plaats van het kasteel. Ook de nieuwe kerk werd gewijd aan de zevende-eeuwse heilige Waldomar (Saint-Galmier).
In de zeventiende eeuw werd de stadsmuur nog aangepast maar in de volgende eeuw werd hij gedeeltelijk geslecht voor de aanleg van nieuwe wegen.
De bronnen van Saint-Galmier waren enkel plaatselijk bekend toen ondernemer Auguste Badoit (1796-1858) de toelating kreeg om de bron Fontfort te exploiteren. Hij bottelde het bruisend bronwater dat eerst lokaal werd verkocht. In 1858 werden jaarlijks 1,5 miljoen flessen gebotteld die werden verkocht apotheken in heel Frankrijk en die zelfs werden uitgevoerd naar het buitenland. Deze sterke groei was het gevolg van de publiciteitscampagnes voor het bronwater uitgekiend door Badoit. In 1913 werden 17 miljoen flessen verkocht. Daarna was er een terugval tot na de Tweede Wereldoorlog. Daarna volgde opnieuw een groei. In 1958 werden jaarlijks 37 miljoen flessen Badoit-water verkocht.

## Geografie
De oppervlakte van Saint-Galmier bedroeg op 1 januari 2022 19,47 vierkante kilometer; de bevolkingsdichtheid was toen 300,4 inwoners per km². 
De gemeente ligt op de grens tussen de westelijke Monts du Lyonnais en de vlakte van Forez. De Coise, een zijrivier van de Loire, stroomt door de gemeente.

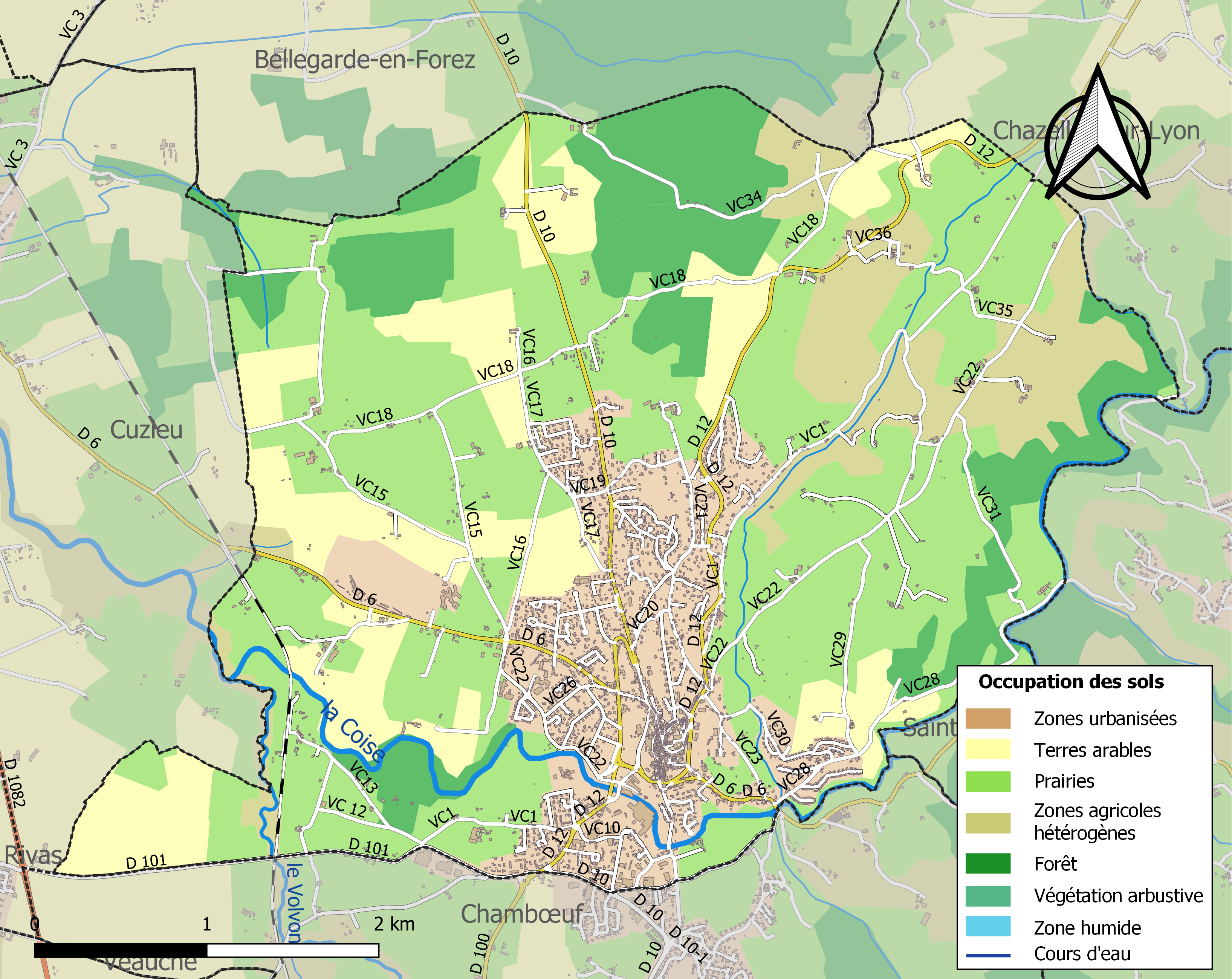
Kaart van de gemeente met de belangrijkste infrastructuur, bodemgebruik en omliggende gemeenten

## Demografie
Aan het einde van de achttiende eeuw telde de plaats ongeveer 2.600 inwoners. Onderstaande figuur toont het verloop van het inwonertal (bron: INSEE-tellingen).

## Economie
In de gemeente wordt het bronwater Badoit gebotteld. Anno 2020 is er een moderne fabriek die jaarlijks meer dan 300 miljoen flessen vult. Naast tewerkstelling zorgt de fabriek ook voor zowat 1,5 miljoen euro aan belastingsinkomsten voor de gemeente. Badoit is een onderdeel van de groep Danone.

## Bezienswaardigheden

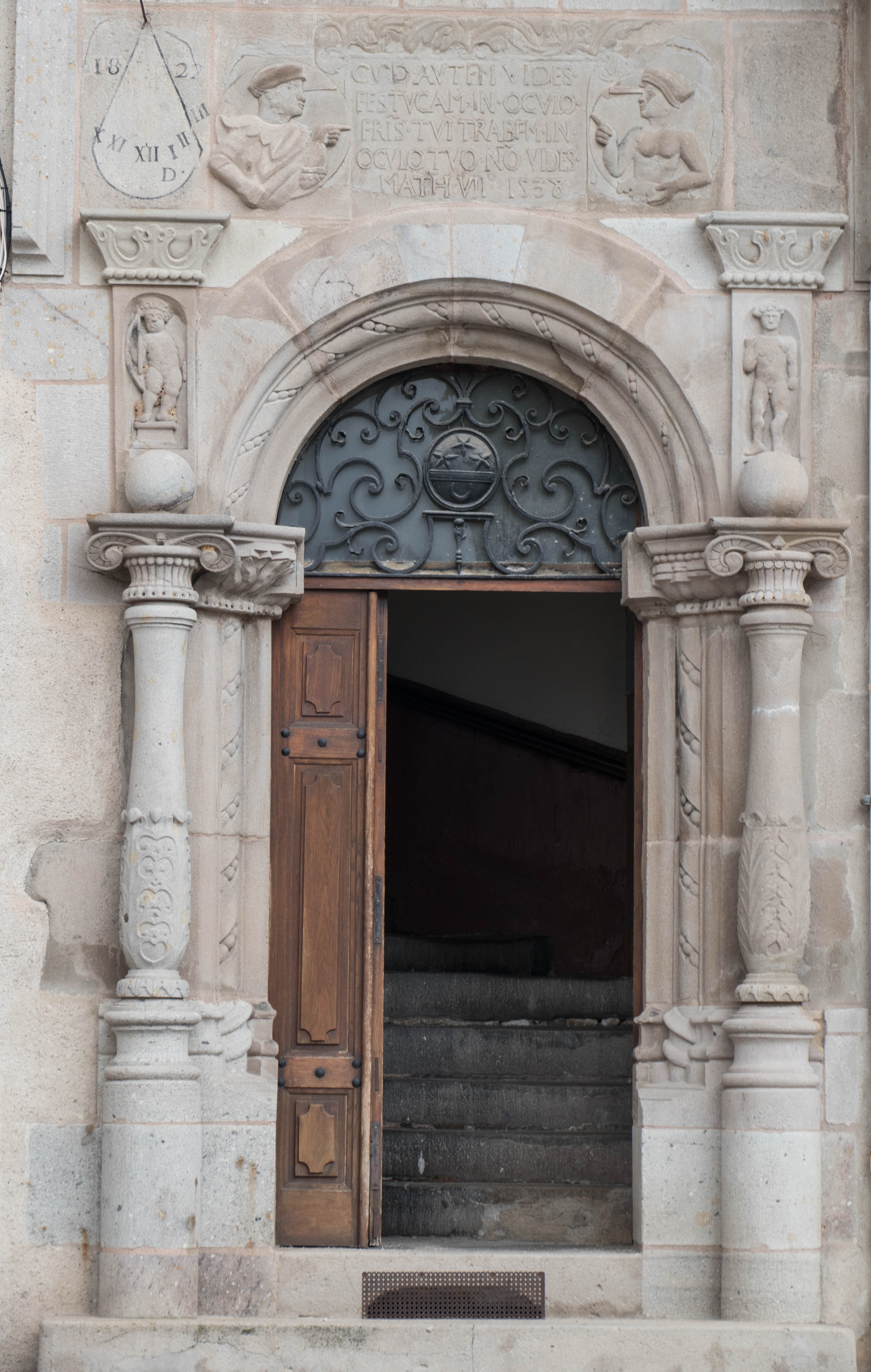
Porte de la Devise (1538)

De Saint-Galmierkerk is vijftiende-eeuws en laatgotisch, maar heeft een gevel en toren uit het begin van de twintigste eeuw. De veertiende-eeuwse Porte de Saint-Etienne is als enige van de vijf stadspoorten bewaard gebleven. In het oude stadscentrum bevinden zich enkele oude huizen uit de vijftiende, zestiende en zeventiende eeuw.
Buiten  het stadscentrum, op de andere oever van de Coise, bevindt zich het Manoir de Teillères. Dit werd gebouwd in de veertiende eeuw als verblijf voor gravin Jeanne de Bourbon.